# Joachimsthal, Barnim
Joachimsthal är en småstad i östra Tyskland, belägen i Landkreis Barnim i förbundslandet Brandenburg, omkring 60 km norr om Berlin.
Staden är administrativt säte för kommunalförbundet Amt Joachimsthal (Schorfheide), där även grannkommunerna Althüttendorf, Friedrichswalde och Ziethen ingår.

## Ortnamn och etymologi
Joachimsthal, "Joakims dal", är döpt efter grundaren, kurfursten Joakim Fredrik av Brandenburg. Ortsnamnet har officiellt bibehållit 1800-talsstavningen -thal, även om den moderna stavningen -tal sedan 1920-talet ibland använts i andra sammanhang, exempelvis för gatan Joachimstaler Straße i Berlin, idag omdöpt till Joachimsthaler Straße.

## Geografi
Joachimsthal ligger administrativt i Landkreis Barnim men hör historiskt till landskapet Uckermark. Sydväst om staden ligger biosfärområdet Schorfheide-Chorin.

## Historia
I området finns gravfält som tyder på att trakten är bebodd sedan förhistorisk tid. Under 1200-talet gick gränsen mellan Pommern och markgrevskapet Brandenburg vid sjön Grimnitzsee och 1247 lät kurfursten Otto III av Brandenburg uppföra borgen Grimnitz vid sjön. Av den medeltida borgen återstår idag murrester.
År 1577 anlades den första glashyttan vid borgen. Kurfursten Joakim Fredrik av Brandenburg lät 1601 anlägga en glashytta för inflyttade böhmiska glasmästare, och därefter slog sig också andra hantverkare som vävare ned i staden. Ortnamnet omnämns första gången som Joachimsthall 1603 och 1 januari 1604 gavs orten stadsrättigheter. 1601 instiftade kurfursten stadens gymnasium, öppnat 1607, som dock redan 1636 tvingades flytta till Berlin när skolan förstörts under trettioåriga kriget. Skolan förblev under samma namn, Joachimsthalsches Gymnasium, ett av Brandenburgs och Berlins främsta läroverk långt in på 1900-talet. Skolan flyttades 1912 till Templin och blev internatskola, innan den slutligen lades ned 1956 under DDR-epoken.
Borgen, skolbyggnaden och glashyttorna brändes 1636 under trettioåriga kriget och staden återhämtade sig endast långsamt från krigets härjningar. 1814 förstördes stora delar av den äldre bebyggelsen, inklusive stadens kyrka, i en stadsbrand. Den nya kyrkan, Kreuzkirche, ritades av Karl Friedrich Schinkel och invigdes 1820.
År 1898 anlades järnvägen mellan Eberswalde och Templin, med en station i Joachimsthal.
Under DDR-epoken låg en barnkoloni för anställda vid VEB Ingenieursbau Eberswalde utanför staden. Anläggningen lades ned och övergavs 1990.
År 2005 grundades en friskola, Freie Joachimsthaler Gymnasium, i staden. Namnet anknyter till det historiska arvet från det kurfurstliga gymnasiet.

## Befolkning
| År   | Invånare |
| ---- | -------- |
| 1875 | 3 027    |
| 1890 | 2 723    |
| 1910 | 3 068    |
| 1925 | 3 149    |
| 1933 | 3 145    |
| 1939 | 3 390    |
| 1946 | 4 105    |
| 1950 | 4 194    |
| 1964 | 3 789    |
| 1971 | 3 619    |

| År   | Invånare |
| ---- | -------- |
| 1981 | 3 425    |
| 1985 | 3 273    |
| 1989 | 3 127    |
| 1990 | 3 087    |
| 1991 | 3 035    |
| 1992 | 3 162    |
| 1993 | 3 148    |
| 1994 | 3 073    |
| 1995 | 3 117    |
| 1996 | 3 203    |

| År   | Invånare |
| ---- | -------- |
| 1997 | 3 390    |
| 1998 | 3 461    |
| 1999 | 3 476    |
| 2000 | 3 448    |
| 2001 | 3 419    |
| 2002 | 3 448    |
| 2003 | 3 454    |
| 2004 | 3 388    |
| 2005 | 3 349    |
| 2006 | 3 368    |

| År   | Invånare |
| ---- | -------- |
| 2007 | 3 357    |
| 2008 | 3 292    |
| 2009 | 3 271    |
| 2010 | 3 303    |
| 2011 | 3 297    |
| 2012 | 3 311    |
| 2013 | 3 375    |
| 2014 | 3 352    |
| 2015 | 3 465    |
| 2016 | 3 446    |

| År   | Invånare |
| ---- | -------- |
| 2017 | 3 373    |
| 2018 | 3 419    |
| 2019 | 3 405    |
| 2020 | 3 414    |

## Kommunikationer
Motorvägen A11 passerar strax öster om staden och nås via trafikplatsen Joachimsthal.
Staden har en järnvägsstation med regionaltrafik i riktning mot Eberswalde, med vidare anslutning till fjärrtåg därifrån. Persontrafiken på sträckan vidare mot Templin är sedan 2006 nedlagd.

## Kända personer från Joachimsthal
- Franz Ernst Neumann (1798-1895), teoretisk fysiker.